# Hans Bückner
Hans Fritz Bückner, im Englischen auch Bueckner, (* 22. November 1912 in Lotzen; † 20. Juli 2002 in Niskayuna, New York) war ein deutscher Mathematiker und Pionier von Rechenmaschinen in Deutschland.

## Leben
Bückner studierte 1931 bis 1936 Mathematik an der Universität Königsberg und wurde 1937 bei Maximilian Krafft an der Universität Marburg promoviert (Über Flächen von fester Breite). Danach war er in Berlin (er entwickelte analoge Rechenanlagen an den Askania Werken in Berlin-Friedenau). 1944 habilitierte er sich an der Technischen Hochschule Darmstadt. 1951 war er an der Technischen Universität Berlin, aber auch in Minden tätig. Bückner leitete 1952 bei der Firma Schoppe & Faeser in Minden die Entwicklung des damals leistungsfähigsten europäischen Analogrechners für Integration (Integromat). Die erste Anlage wurde an das National Physical Laboratory in Teddington in England geliefert. Er hatte auch einen Lehrauftrag für Angewandte Mathematik an der Universität Bonn. 1948 erhielt er auf eine Integrieranlage für Schoppe und Faeser ein Patent.
1953 war er auf der Holloman Air Force Base in New Mexico und in Schenectady bei den General-Electric-Laboratorien. Anfang der 1960er Jahre war er am Mathematical Research Center der US Army und Professor an der University of Wisconsin-Madison. 1971 war er wieder bei General Electric.
Als Mathematiker befasste er sich mit Differential- und Integralgleichungen und deren Numerik, zuletzt mit Elastizitätstheorie und Anwendungen in den Ingenieurwissenschaften (1989 veröffentlichte er über die Randelementmethode).

## Schriften
- Zur Differentialgeometrie der Kurven und Flächen fester Breite, Schriften der Königsberger gelehrten Gesellschaft, Band 14, Nr. 1, Halle: Niemeyer 1937
- Über eine Näherungslösung der gewöhnlichen linearen Differentialgleichung 1. Ordnung, Zeitschrift für Angewandte Mathematik und Mechanik (ZAMM), Band 22, 1942, S. 143–152
- A special method of successive approximation for Fredholm integral equations, Duke Math. J., Band 15, 1948, S. 197–206
- Über Konvergenzsätze, die sich bei der Anwendung eines Differenzenverfahrens auf ein Sturm-Liouvillesches Eigenwertproblem ergeben, Mathematische Zeitschrift, Band 51, 1949, S. 423
- Ein unbeschränkt anwendbares Iterationsverfahren für Fredholmsche Integralgleichungen, Mathematische Nachrichten, Band 2, 1949, S. 304–313
- Bericht über die Entwicklungsarbeiten an der Integrieranlage der Rechenautomaten G. m. b. H. Göttingen, ZAMM, Band 29, 1949, S. 38[12]
- Untere Schranken für skalare Produkte von Vektoren und für analoge Integralausdrücke, Annali di Matematica Pura ed Applicata, Band 28, 1949, S. 237–261
- Bemerkungen zur Numerischen Quadratur, Teil 1, 2, Mathematische Nachrichten, Band 3, 1949, S. 142–145, 146–151
- Ein neuer Typ von Integrieranlage zur Behandlung von Differentialgleichungen, Archiv der  Mathematik, Band 7, 1949/50, S. 424–433
- Zum Zirkeltest der Integrieranlagen, ZAMM, Band 31, 1951, S. 224–226
- Konvergenzuntersuchungen bei einem algebraischen Verfahren zur näherungsweisen Lösung von Integralgleichungen, Math. Nachrichten, Band 3, 1950, S. 358–372
- Über die großen Rechengeräte, Abhandlungen aus dem Math. Kolloquium, Vandenhoeck und Ruprecht, Göttingen 1951, S. 22–68
- Die Praktische Behandlung von Integral-Gleichungen, Ergebnisse der Mathematik und ihrer Grenzgebiete, Springer 1952
- Moderne Rechenanlagen, in: Siegfried Flügge (Hrsg.), Handbuch der Physik, Band 1/2: Mathematische Methoden 2, Springer 1955
- Numerical methods for integral equations, in: J. Todd (Hrsg.), Survey of Numerical Analysis, McGraw Hill 1962, S. 439–467